# Grandes éxitos (Al Bano & Romina Power)
Grandes éxitos è una raccolta di Al Bano e Romina Power pubblicata in Spagna nel 1997. Contiene 28 canzoni tratte dai loro album registrati nel periodo 1986-1996. Il singolo di promozione per TV e radio è stato Sharazan. Sempre nel 1997 l'album è stato premiato con un disco d'oro per le vendite.

## Tracce

### CD 1
1. Tenerissima (Albano Carrisi, Oscar Avogadro, Romina Power)
2. La mañana (Ruggero Leoncavallo, Vito Pallavicini)
3. Tu perdonami (Guido Morra, Romina Power, Maurizio Fabrizio)
4. Un sasso nel cuore (duetto con Paco de Lucía) (Albano Carrisi)
5. Una madre, un niño, el timepo y yo (Power)
6. Cantico (duetto con Montserrat Caballé) (Albano Carrisi, Oscar Avogadro)
7. A miracle (duetto con Tyrone Power Jr) (L.B.Horn, Springbock, Romina Power)
8. Acqua di mare (Albano Carrisi, Vito Pallavicini)
9. Nessun dorma (Giacomo Puccini, Giuseppe Adami, Renato Simoni - dall'opera Turandot)
10. Ave Maria (Franz Schubert, Vito Pallavicini, rielaboratore Al Camarro)
11. Quando si ama (Albano Carrisi, Romina Power)
12. Lord Byron (Andrea Sacchi, Romina Power)
13. È la mia vita (Maurizio Fabrizio, Pino Marino)
14. Mambo di Rambo (Albano Carrisi, Vito Pallavicini)

### CD 2
1. Vencerás (Albano Carrisi, Al Camarro, Romina Power)
2. Makassar (Al Camarro, L.B.Horn, Albano Carrisi, Romina Power)
3. Siempre siempre (Claude Lemesle, Michel Carrè, Michel Gouty, Vito Pallavicini)
4. Il poeta (Yunus Emre) (Albano Carrisi, Andrea Sacchi, Romina Power)
5. Sharazan (Albano Carrisi, Romina Power, Ciro Dammicco)
6. Na, na, na (Paco de Lucía Version) (Albano Carrisi, Romina Power)
7. Felicidad (Cristiano Minellono, Gino De Stefani, Dario Farina)
8. Libertad (Springbock, L.B.Horn, Willy Molco, Romina Power, Vito Pallavicini)
9. Arena blanca (Albano Carrisi, Romina Power)
10. El tiempo de amarse (Albano Carrisi, Joachim Horn, Oliver Statz, Romina Power)
11. Volveremos a Venecia (Albano Carrisi, Joachim Horn, Oliver Statz, Romina Power)
12. In Mexico (Oscar Avogadro, Enrico Riccardi)
13. Oye Jesús (Albano Carrisi, Romina Power)
14. E mi manchi (Albano Carrisi, Romina Power)